# Liste der Baudenkmale in Werlte
In der Liste der Baudenkmale in Werlte sind alle Baudenkmale der niedersächsischen Gemeinde Werlte aufgelistet. Die Quelle der Baudenkmale ist der Denkmalatlas Niedersachsen. Der Stand der Liste ist der 30. Mai 2021.

## Allgemein
In den Spalten befinden sich folgende Informationen:
- Lage: die Adresse des Baudenkmales und die geographischen Koordinaten. Kartenansicht, um Koordinaten zu setzen. In der Kartenansicht sind Baudenkmale ohne Koordinaten mit einem roten Marker dargestellt und können in der Karte gesetzt werden. Baudenkmale ohne Bild sind mit einem blauen Marker gekennzeichnet, Baudenkmale mit Bild mit einem grünen Marker.
- Bezeichnung: Bezeichnung des Baudenkmales
- Beschreibung: die Beschreibung des Baudenkmales. Unter § 3 Abs. 2 NDSchG werden Einzeldenkmale und unter § 3 Abs. 3 NDSchG Gruppen baulicher Anlagen und deren Bestandteile ausgewiesen.
- ID: die Objekt-ID des Baudenkmales
- Bild: ein Bild des Baudenkmales, ggf. zusätzlich mit einem Link zu weiteren Fotos des Baudenkmals im Medienarchiv Wikimedia Commons. Wenn man auf das Kamerasymbol klickt, können Fotos zu Baudenkmalen aus dieser Liste hochgeladen werden:

## Werlte

### Gruppe: Kath. Kirche
Die Gruppe „Kath. Kirche“ hat die ID :35899632.

| Lage                                      | Bezeichnung | Beschreibung             | ID       | Bild |
| ----------------------------------------- | ----------- | ------------------------ | -------- | ---- |
| Hauptstraße 20 52° 51′ 2″ N, 7° 40′ 37″ O | Kirche      | St. Sixtus Werlte, kath. | 35948365 |      |
| Hauptstraße 20 52° 51′ 3″ N, 7° 40′ 37″ O | Einfriedung |                          | 35949834 | BW   |
| Hauptstraße 20 52° 51′ 3″ N, 7° 40′ 36″ O | Kruzifix    |                          | 35949654 | BW   |
| Hauptstraße 18 52° 51′ 1″ N, 7° 40′ 36″ O | Zugang      |                          | 35949861 | BW   |
| Hauptstraße 18 52° 51′ 2″ N, 7° 40′ 34″ O | Pfarrgarten |                          | 35949809 | BW   |
| Hauptstraße 18 52° 51′ 1″ N, 7° 40′ 33″ O | Pfarrhaus   |                          | 35948337 | BW   |
| Hauptstraße 18 52° 51′ 1″ N, 7° 40′ 32″ O | Scheune     |                          | 35949598 | BW   |

### Gruppe: Kreutzmanns Mühle
Die Gruppe „Kreutzmanns Mühle“ hat die ID 35899685.

| Lage                                    | Bezeichnung   | Beschreibung                  | ID       | Bild |
| --------------------------------------- | ------------- | ----------------------------- | -------- | ---- |
| Kirchstraße 52° 51′ 14″ N, 7° 40′ 54″ O | Mühle         | Kreutzmanns Mühle (Windmühle) | 35948305 | BW   |
| Kirchstraße 52° 51′ 14″ N, 7° 40′ 53″ O | Sägewerkanbau |                               | 35949622 | BW   |
| Kirchstraße 52° 51′ 13″ N, 7° 40′ 51″ O | Kran          | Holzkran                      | 35948883 | BW   |
| Kirchstraße 52° 51′ 13″ N, 7° 40′ 53″ O | Nebengebäude  |                               | 35948910 | BW   |

### Einzelbaudenkmale
| Lage                                         | Bezeichnung     | Beschreibung                   | ID       | Bild |
| -------------------------------------------- | --------------- | ------------------------------ | -------- | ---- |
| Sögeler Straße 2 52° 51′ 2″ N, 7° 40′ 17″ O  | Empfangsgebäude | Bahnhof der Kreisbahn          | 35948456 | BW   |
| Sögeler Straße 2 52° 51′ 2″ N, 7° 40′ 16″ O  | Güterschuppen   | Bahnhof der Kreisbahn          | 35949728 | BW   |
| Poststraße 12 52° 51′ 1″ N, 7° 40′ 38″ O     | Hotel           | Hotel Cramer                   | 35948396 | BW   |
| Poststraße 19 52° 50′ 58″ N, 7° 40′ 38″ O    | Postgebäude     | heute Architekturbüro          | 35948425 | BW   |
| Wehmer Straße 8 52° 50′ 52″ N, 7° 40′ 28″ O  | Wohnhaus        |                                | 35948485 | BW   |
| Brinkstraße 9 52° 50′ 59″ N, 7° 41′ 5″ O     | Kirche          | Lukaskirche Werlte (Notkirche) | 35949135 | BW   |
| Wehmer Straße 18 52° 50′ 44″ N, 7° 40′ 25″ O | Wohnhaus        |                                | 35948511 | BW   |